# Oh Jae-suk
Oh Jae-suk (오재석?, 吳宰碩?; Uijeongbu, 4 gennaio 1990) è un calciatore sudcoreano, difensore del Daejeon Hana Citizen.

## Carriera

### Club
Dal 2010 al 2012 ha giocato nella massima serie coreana; successivamente è passato al Gamba Osaka, con cui ha ottenuto una promozione dalla seconda serie del campionato giapponese alla massima serie; al primo anno nella nuova categoria vince il campionato.

### Nazionale
Ha partecipato ai Giochi Olimpici di Londra 2012, chiusi al terzo posto dalla sua nazionale.
Tra il 2015 ed il 2017 ha invece giocato 4 partite con la nazionale maggiore sudcoreana.

## Palmarès

### Club

#### Competizioni nazionali
- J. League Division 1: 1

Gamba Osaka: 2014
- J2 League: 1

Gamba Osaka: 2013
- Coppa della Corea del Sud: 1

Suwon Bluewings: 2010
- Coppa dell'Imperatore: 2

Gamba Osaka: 2014, 2015
- Coppa Yamazaki Nabisco: 1

Gamba Osaka: 2014
- Supercoppa del Giappone: 1

Gamba Osaka: 2015

### Nazionale
Giochi asiatici: 1
2010
 Bronzo olimpico: 1 
Londra 2012